# Dasyatis microps
Dasyatis microps е вид хрущялна риба от семейство Морски скатове (Dasyatidae).

## Разпространение
Видът е разпространен в морските води между Мозамбик, Индия и Северна Австралия.